# Charles Lewis Hoover
Charles Lewis Hoover (ur. 11 stycznia 1872 w Oskaloosa, Iowa, zm. 30 kwietnia 1949 w Nowym Jorku) – botanik, lingwista, amerykański urzędnik konsularny.

## Życiorys
Syn Samuela i Miriam. Daleki krewny prezydenta Stanów Zjednoczonych Herberta Hoovera. Szkołę średnią ukończył w 1888. Studiował na Uniwersytecie Missouri (University of Missouri) w Columbia, Missouri, oraz na Uniwersytecie Chicagowskim (University of Chicago). Był zatrudniony na farmie hodowli bydła w Idaho, oraz w kopalni (do 1893). Kontynuował studia na Uniwersytecie Cotnera (Cotner University) w Lincoln, Nebraska (2 lata). Był kierownikiem szkół w Maple Creek, Nebraska i w Edgemont, Dakota Południowa (1895-1898), w kolejowej służbie pocztowej (Railway Mail Service) (od 1898). Był również inspektorem szkolnym na Filipinach (1902–1908). 
W 1909 wstąpił do Służby Zagranicznej USA, m.in. pełnił funkcję konsula w Madrycie (1909–1912), w Carlsbadzie (1912–1914), Pradze (1914–1916), São Paulo (1916–1920), Gdańsku (1921–1922), Batavii (1922–1926), konsula generalnego w Amsterdamie (1928–1932) i Hongkongu (1934-1937). Odszedł na emeryturę w 1937. Zmarł na atak serca w Nowym Jorku.